# Lee Dockins
Lee Dockins (geboren 1986 oder 1987 in den Vereinigten Staaten) ist eine US-amerikanische Turnerin. Sie repräsentierte die Vereinigten Staaten mehrmals bei Special Olympics World Summer Games und gewann zahlreiche Gold-, Silber- und Bronzemedaillen.

## Leben
Dockins ist eines von drei Kindern von Sharon und Harris Dockins. Sie hat zwei Brüder, Frank Harris und John Logan Dockins. Sie wurde mit Down-Syndrom geboren.
Dockins besuchte die Logan County High School. Sie lebt in Russelville (Kentucky).

## Werdegang als Turnerin
Dockins Mutter Sharon erkannte früh die Begabung ihrer Tochter für das Turnen. Lee begann bereits 1992 im Alter von fünf Jahren mit ihrem Training. Mindestens dreimal pro Woche ging sie in den Donnie and Polly Porter’s Logan County Gymnastics Turnverein in Russellville. Auch heute noch wird sie von Donnie und Polly Porter trainiert. Kein anderes Vereinsmitglied ist seit so langer Zeit im Verein aktiv wie sie.
Mit Special Olympics kam die junge Turnerin erstmals in Kontakt, als ihre Lehrerin Karen Milliken sie dazu ermunterte, bei den lokalen Wettkämpfen in Bowling Green, Kentucky, mitzumachen. Milliken hielt die Verbindung mit Lee auch aufrecht, als diese längst erwachsen war.
Dockins nahm an mehr als 150 Special-Olympics-Wettbewerben teil und erwarb viele Medaillen. Bereits 2018 waren es 222; hinzu kam, dass sie viermal Bestplatzierte wurde.
Dockins war bei zahlreichen Special Olympics National Games in den USA präsent, darunter im Juni 2022 bei den Special Olympics USA Games 2022 in Orlando. Dort errang sie fünf Medaillen und verteidigte ihre Position als Bestplatzierte, die sie schon bei den vorausgehenden Spielen 2018 innehatte. Außerdem gewann sie eine Goldmedaille im Bodenturnen und am Stufenbarren und Silbermedaillen am Schwebebalken und im Sprung.
Keine Athletin aus Kentucky gewann bisher bei Special Olympics World Games mehr Medaillen als Dockins: Sie war bereits viermal bei Special Olympics World Games dabei: Bei den Special Olympics World Summer Games 2007 in Shanghai holte sie Goldmedaillen im Bodenturnen und im Sprung, außerdem Silber am Schwebebalken. Insgesamt schloss sie als Viertbeste ab. Bei den Special Olympics World Summer Games 2011 in Athen gewann sie fünf Medaillen, darunter Gold in der Gesamtwertung, Silber am Stufenbarren und Bronze im Sprung. Ihren Titel als Bestplatzierte verteidigte sie bei den Special Olympics World Summer Games 2015 in Los Angeles in der Disziplin Turnen mit einer Goldmedaille und erwarb außerdem Gold bei den Bodenübungen und am Schwebebalken, dazu eine Bronzemedaille am Stufenbarren. Bei diesen Spielen lernte sie den US-amerikanischen ehemaligen Shorttrack-Eisläufer Apolo Anton Ohno kennen. Diese Begegnung zählt Dockins zu ihren herausragenden Erfahrungen.
2017 hatte Dockins bereits die dritte von vier möglichen Stufen bei Special Olympics Wettbewerben im Turnen und der Rhythmischer Sportgymnastik erreicht. Auf diesem Level wird zum Beispiel verlangt, dass man beim Abgang vom Schwebebalken ein Rad schlägt und einen Handstandüberschlag ausführt.
Als Dockins bei den Special Olympics World Summer Games 2019 in Abu Dhabi erstmals an den Wettbewerben der Rhythmischer Sportgymnastik teilnahm, gewann sie fünf Medaillen: dreimal Silber und zweimal Bronze, darunter Bronze in der Gesamtplatzierung. Für die Special Olympics World Summer Games 2023 in Berlin hat Dockins sich bereits für die Disziplin Turnen qualifiziert.
Auch außerhalb von Special Olympics war sie bei Wettkämpfen präsent. So nahm sie an einer Gymnaestrada in der Schweiz teil, einem vom Weltgymnastikverband (FIG) organisierten Turnfest. Es findet alle vier Jahre statt und hat als Mittelpunkt verschiedenste turnerische Vorführungen, die nicht aneinander gemessen werden.
Dockins ist seit 2012 als Trainerin beim Donnie and Polly Porter’s Logan County Gymnastics Turnverein tätig und gibt ihre Erfahrungen auf diese Weise weiter. Während sie zunächst fünf Jahre lang nur Drei- und Vierjährige trainierte, übernahm sie dann auch Gruppen mit älteren Kindern, die ihre rhythmischen Fähigkeiten verbessern wollten. Außerdem nahm sie an den Schulungen für Botschafter von Special Olympics Kentucky teil.

## Auszeichnungen
Lee Dockins wurde als eine von nur fünf Special Olympics Persönlichkeiten damit ausgezeichnet, dass das renommierte Smithsonian Institut in Washington, D. C. sie mit einem Gegenstand in seinem National Museum of American History verewigte. Dort befinden sich nun der Turnanzug, den Dockins bei den Special Olympics World Summer Games 2007 in Shanghai benutzte, und die Turnriemchen für die Übungen am Stufenbarren, die Dockins bei den Special Olympics World Summer Games 2011 in Athen trug. Sie steht damit in einer Reihe mit Eunice Kennedy Shriver, der Gründerin von Special Olympics, und der Läuferin Loretta Claiborne, die auch unter den fünf Personen sind. Dockins wählte ihre Exponate zusammen mit dem Kuratorenteam aus. Zunächst waren die Gegenstände Teil einer Ausstellung zum 50-jährigen Gründungsjubiläum von Special Olympics 2018. Seit deren Ende werden Turnanzug und Turnriemchen in einer Reihe mit Objekten von anderen olympischen Größen im Museum gezeigt.

## Rezeption
Über Lee Dockins wurde in der Zeitschrift Sports Illustrated und auf ESPN berichtet. Dockins ist eine lokale Berühmtheit. Auf den Willkommensschildern von Logan County, wo Lee Dockins lebt, ist zu lesen: Willkommen in Logan County, der Heimat von Lee Dockins.